# Bjarke Ingels

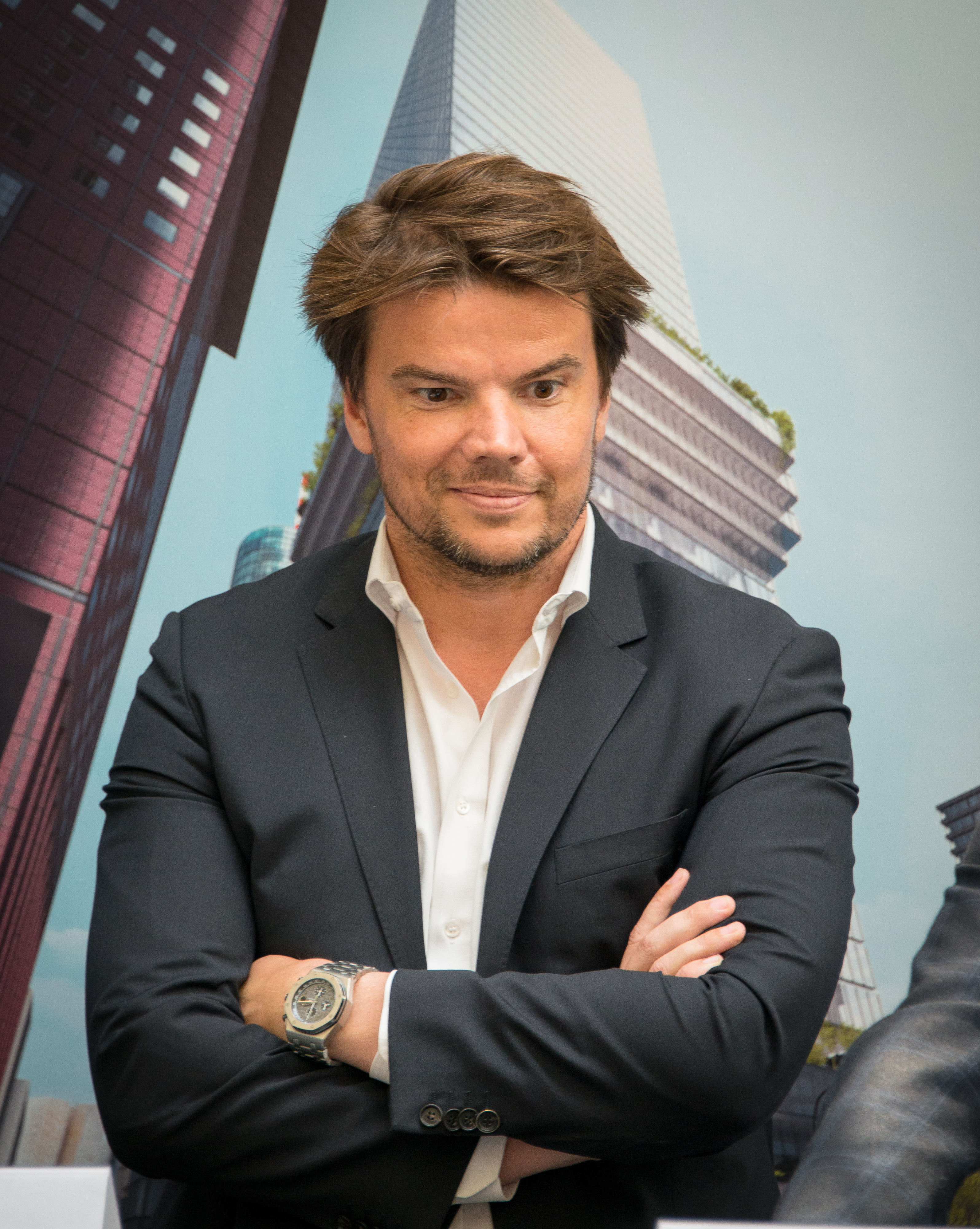
Bjarke Ingels (2015)

Bjarke Ingels (* 2. Oktober 1974 in Kopenhagen) ist ein dänischer Architekt. Seit 2006 führt er das Architekturbüro Bjarke Ingels Group (BIG) mit Sitz in Kopenhagen. 2009 war er Mitbegründer der Design-Agentur KiBiSi. Ingels’ Entwürfe zeichnen sich durch sehr klare, oft plakative und pragmatische Ideen, verbunden mit einer spielerischen Herangehensweise, aus.

## Biografie
Bjarke Ingels studierte bis zu seinem Abschluss 1998 Architektur an der Kongelige Danske Kunstakademiets Arkitektskole in Kopenhagen und an der Escola Tècnica Superior d’Arquitectura in Barcelona. Von 1998 bis 2001 arbeitete er im Office for Metropolitan Architecture für Rem Koolhaas in Rotterdam.
Seit 2001 ist Bjarke Ingels als Gastprofessor tätig, unter anderem an der Harvard University in Cambridge und der Kongelige Danske Kunstakademiets Arkitektskole.

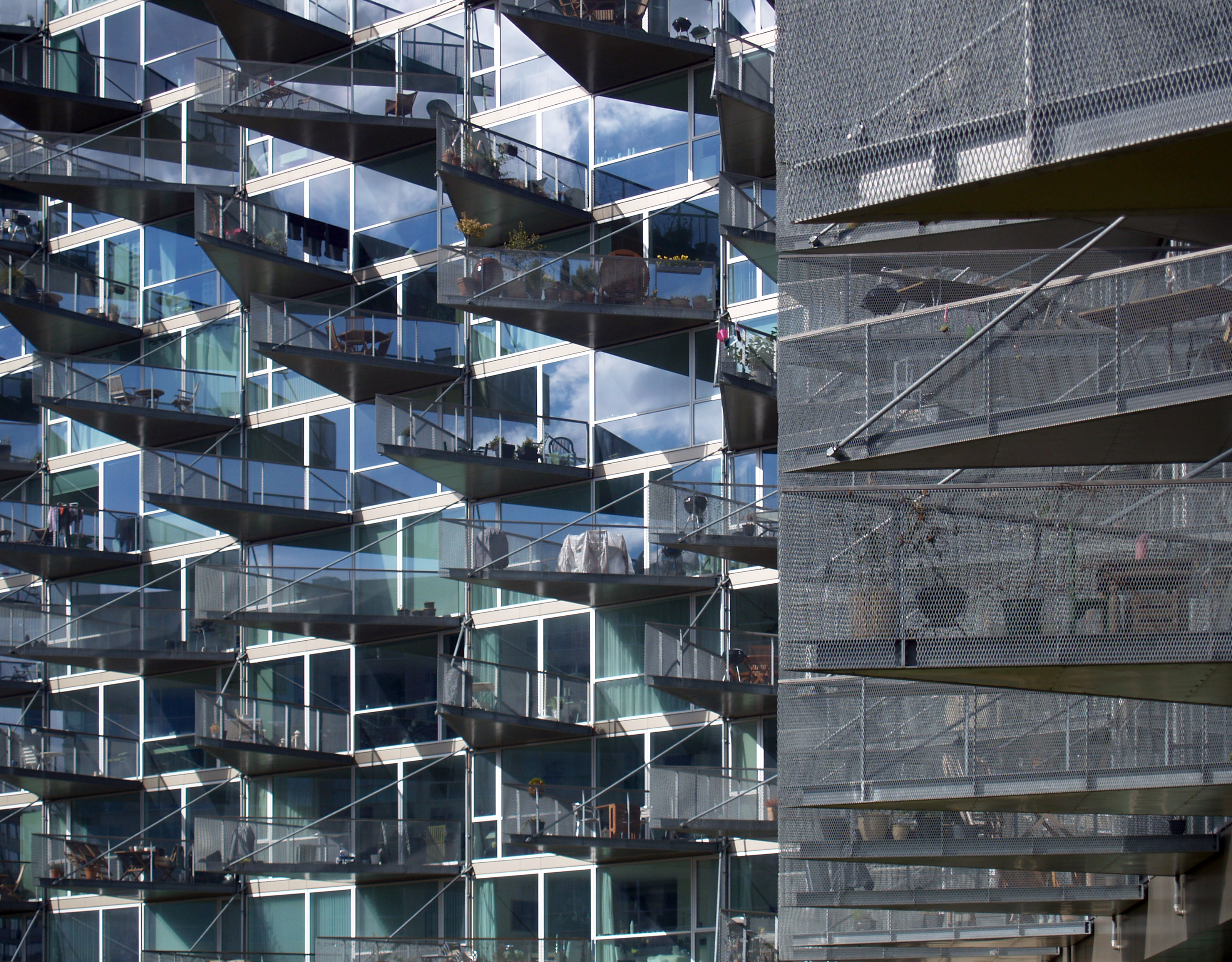
VM housing in Ørestad, Dänemark

2001 gründete Bjarke Ingels zusammen mit seinem belgischen Kollegen Julien de Smedt das Architekturbüro PLOT in Kopenhagen.
Früh erregte das Büro mit erfinderischen Entwürfen internationale Aufmerksamkeit. Auf der Architekturbiennale in Venedig erhielt es 2004 den Goldenen Löwen für den Entwurf einer Konzerthalle in Stavanger, Norwegen. 2005 gewann PLOT seinen ersten großen Wettbewerb mit dem VM-Houses Projekt. Trotz des großen Erfolgs trennten sich die Partner 2006 und gründeten die Büros Bjarke Ingels Group (BIG) bzw. JULIEN DE SMEDT ARCHITECTS (JDS).
2010 eröffnete Ingels ein Büro in New York.

## Bjarke Ingels Group
Bjarke Ingels verfolgte die Ideen von PLOT weiter und realisierte einige größere Projekte, darunter den Wohnungsbau 8 Haus in Ørestad und das neue Dänische Nationalmuseum für Schifffahrt in Helsingør.
Als BIG publizierte Ingels im Jahre 2009 auch den Architekturcomic Yes is more – an archicomic on architectural evolution zur Ausstellung gleichen Titels im Danish Architectural Centre in Kopenhagen.

## Bauten und Projekte (Auswahl)

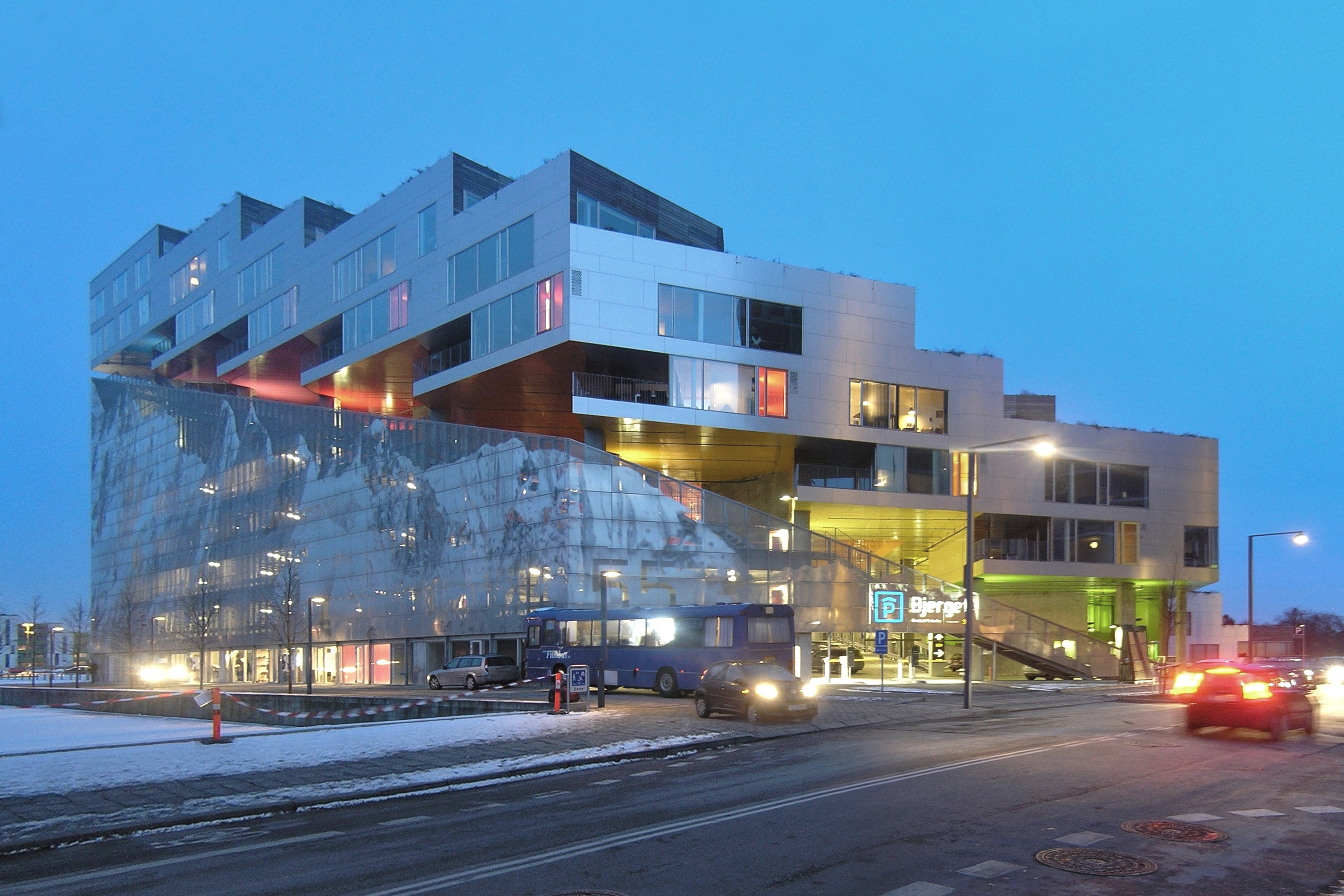
Mountain Dwellings, Kopenhagen, Ørestaden (2008)

- Edge East Side Tower, Berlin (Fertigstellung 2023)
- The Spiral, New York (2022)
- Biosphere, Treehotel, Harads, Schweden (2022)[2]
- Omniturm, Frankfurt am Main, Büro- und Wohnhochhaus für Tishman Speyer Properties (Fertigstellung 2020)
- Musée Atelier Audemars Piguet (Eröffnung 2020) und Hôtel des Horlogers (Eröffnung 2022), Le Brassus, Schweiz[3][4]
- The Twist, Jevnaker, Norwegen, Galerie/Brücke für das Kunstmuseum Kistefos (2019)
- Noma 2.0, Kopenhagen (Fertigstellung 2018)
- Amager Bakke, Kopenhagen, eine Müllverbrennungsanlage (Fertigstellung 2017)[5]
- Serpentine Gallery, Pavillon des Jahres 2016, London
- VIA 57 West, New York City (2016)
- Grove at Grand Bay Towers, Coconut Grove, Miami
- The BIG Maze (Das große Labyrinth), National Building Museum, Washington, D.C., USA (2014)
- Maritimes Museum Dänemark (Museet for Søfart), Helsingør, Dänemark[6]
- Superkilen, öffentlicher Park in Kopenhagen, Nørrebro, (Eröffnung 2012)[7]
- VM Haus, Mountain Wohnanlage, 8 Haus, Ørestad bei Kopenhagen, Dänemark[8][9]
- Faroe Islands Education Centre, Tórshavn, Färöer (Wettbewerbserfolg, Dezember 2009)[10]
- World Village of Women Sports, Malmö, Schweden (Wettbewerbserfolg, November 2009)[11]
- Shenzhen International Energy Mansion, Shenzhen, Volksrepublik China (Wettbewerbserfolg, September 2009)[12]
- Astana National Library, Astana, Kasachstan (Wettbewerbserfolg, August 2009)[13]
- New Tallinn City Hall, Tallinn, Estland (Wettbewerbserfolg, Juni 2009)[14]
- Kaufhauskanal, Hamburg, Deutschland (Wettbewerbserfolg, April 2009)[15]
- New Tamayo Museum, Mexiko-Stadt, Mexiko (Wettbewerbserfolg, April 2009)
- Dänischer Expo-Pavillon, Expo 2010, Shanghai, China
- VM Houses, Ørestad, Kopenhagen, Dänemark (Fertigstellung 2005)
- Maritime Youth House, Amager, Dänemark (Fertigstellung 2004)
- Islands Brygge Hafenbad, Kopenhagen, Dänemark, 2,500 m² (Fertigstellung 2003)

## Auszeichnungen
- 2024 Internationaler Hochhaus Preis 2024/25 für CapitaSpring, Singapur; Entwurf zusammen mit Carlo Ratti Associati[16]
- 2017 C.F. Hansen Medaille
- 2016 Time Auszeichnung als einer der 100 Most Influential People
- 2016 Internationaler Hochhaus Preis 2016 für VIA 57 West, New York City, USA[17]
- 2015 Børsen Gazelle (sowie schon 2013)
- 2014 Architizer Firm of the Year Award
- 2011 French Academy of Architecture Prix Delarue Award
- 2011 Kronprinsparrets Kulturpris (Kulturpreis des dänischen Kronprinzenpaares)
- 2009 ULI Award for Excellence (für Mountain Dwellings)[18]
- 2009 MIPIM Award für Wohnungsbau (für Mountain Dwellings)[19]
- 2008 World Architecture Festival Award for Best Residential Building (für Mountain Dwellings)
- 2008 Forum AID Award „Best Building in Scandinavia in 2008“ (für Mountain Dwellings)
- 2007 Contract World Award for Best Interior (für Sjakket Headquarters)
- 2007 IOC Honorable Mention (für das Islands Brygge Harbour Bath)
- 2007 Mies van der Rohe Award Traveling Exhibition (für VM Houses)
- 2006 Forum AID Award „Best Building in Scandinavia in 2006“ (für VM Houses)
- 2005 Mies van der Rohe Award – Special Mention (für das Maritime Youth House)
- 2004 ar+d Award (für das Maritime Youth House)
- 2004 Goldener Löwe, Biennale Venedig (für die Stavanger Concert Hall)
- 2003 Scanorama Design Award
- 2003 Henning Larsen Prize
- 2002 Nykredits Architecture Prize
- 2001 Henning Larsen Prize

## Ausstellungen
- 2010 Yes is More, CAPC, Bordeaux

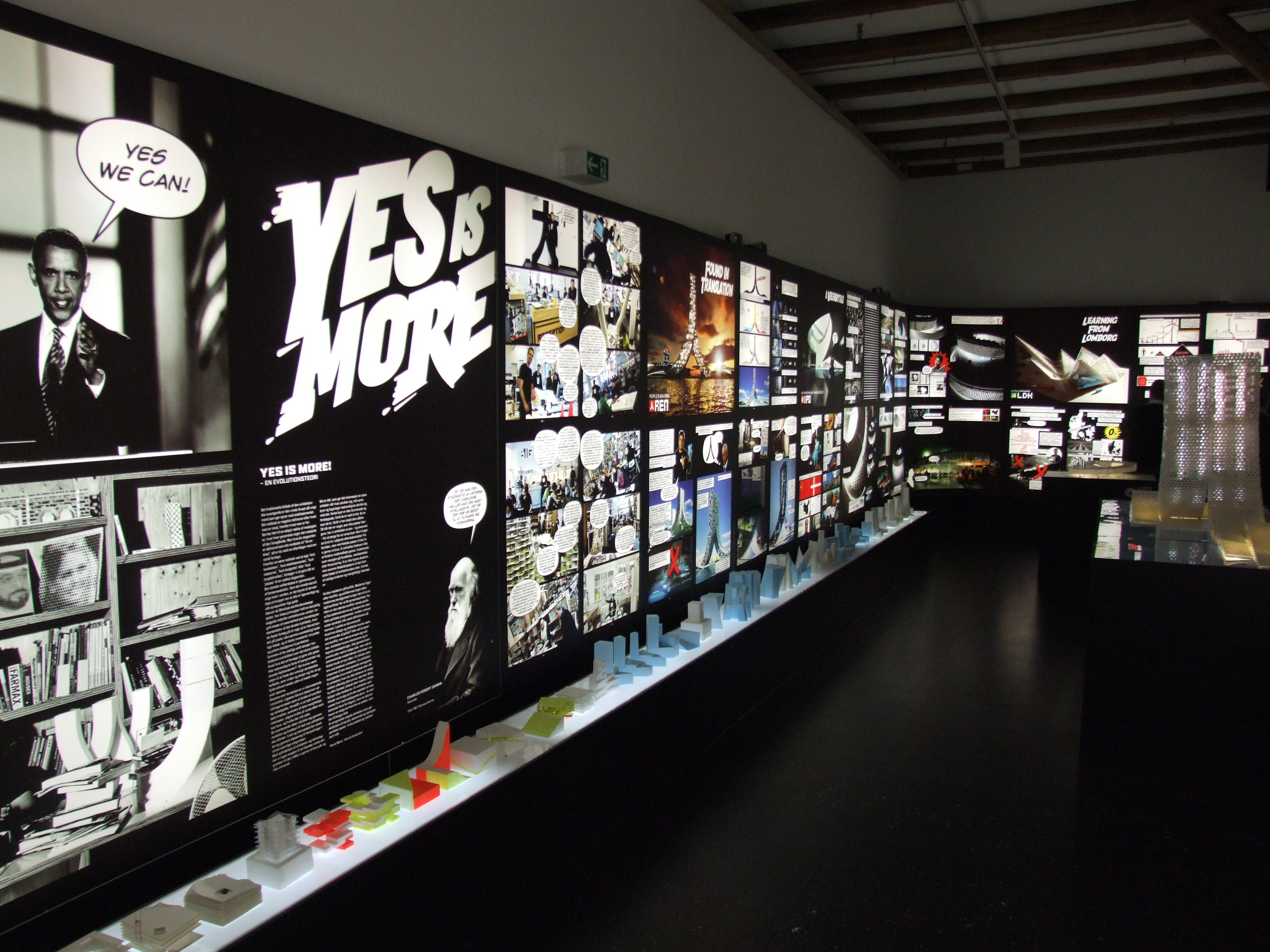
Yes is More exhibition at DAC

- 2010 Yes is More, WECHSELRAUM, Stuttgart
- 2009 Yes is More, Danish Architecture Centre, Copenhagen[20][21]
- 2007 BIG City, Storefront for Art and Architecture, New York[22]

## Publikationen
- Yes is More: An Archicomic on Architectural Evolution, Copenhagen 2009, ISBN 978-87-992988-0-8[21]
- Yes is More etc. bei Taschen Köln, 2010, ISBN 978-3-8365-2524-4.
- BIG. Hot to Cold: An Odyssey of Architectural Adaptation, Fotografien von Iwan Baan. TASCHEN, Köln, 2015, ISBN 978-3-8365-5739-9.

## Film
Für den Dokumentarfilm Big Time (Dänemark 2017) beobachtete der dänische Regisseur Kaspar Astrup Schrøder das Wirken Bjarke Ingels’ fünf Jahre lang. Der Film kam im Dezember 2017 in dänische und im Februar 2018 in deutsche Kinos, nachdem er bereits bei den Nordischen Filmtagen gezeigt worden war.